# Matucana (Perù)
Matucana è un comune del Perù, situato nella Regione di Lima e capoluogo della Provincia di Huarochirí.